# Thyone roscovita
Thyone roscovita is een zeekomkommer uit de familie Phyllophoridae.
De wetenschappelijke naam van de soort werd in 1889 gepubliceerd door E. Hérouard.